# گاندی باوان، چندی‌گر

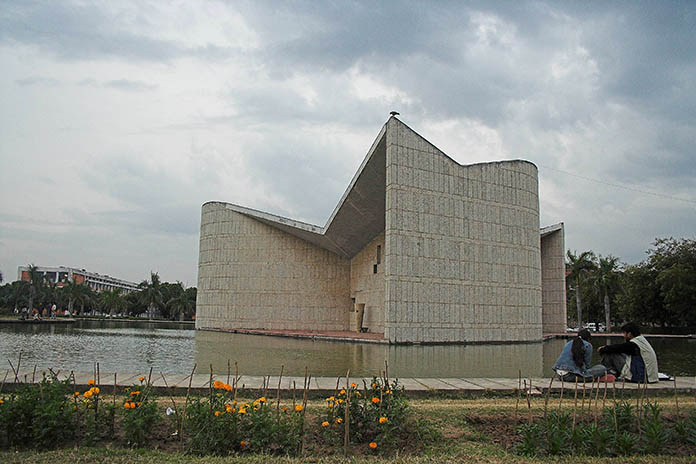
گاندی باوان

گاندی باوان یکی از نشانه‌های اصلی شهر چندی‌گر در هند است. این مکان مرکزی است که به مطالعه سخنان و آثار مهاتما گاندی اختصاص داده شده‌است. پیر ژانره، پسر عموی لو کوربوزیه، طراح این بنا است.

## طرح
این بنا، یک سالن اجتماعات است که در وسط یک استخر آب قرار دارد. یک نقاشی دیواری از معمار از بازدید کنندگان در ورودی استقبال می‌کند. کلمات «حقیقت خداست» در ورودی نوشته شده‌است. امروزه، این مجموعه همچنین مجموعه‌ای از کتاب‌های گاندی را در خود جای داده‌است.